# Verdopplungsverfahren
Das Verdopplungsverfahren, auch bekannt als Cayley-Dickson-Verfahren, ist ein Verfahren zur Erzeugung hyperkomplexer Zahlen. Das neue Zahlensystem hat dabei doppelt so viele Dimensionen wie das Ausgangssystem.
Die Bedeutung des Verdopplungsverfahrens liegt darin, dass es aus den reellen Zahlen nacheinander die komplexen Zahlen, die Quaternionen, die Oktonionen und die Sedenionen hervorbringt.

## Definition
Sei {\displaystyle a} eine hyperkomplexe Zahl und {\displaystyle a^{*}} die konjugierte hyperkomplexe Zahl (diese erhält man, indem man in der Schreibweise der Zahl als Linearkombination ihrer Einheiten die Vorzeichen der Koeffizienten der imaginären Einheiten umkehrt).
Wir betrachten nun Paare  über den hyperkomplexen Zahlen mit folgender Addition und Multiplikation:
{\displaystyle (a,b)+(c,d)=(a+c,b+d)}
{\displaystyle (a,b)(c,d)=(ac-d^{*}b,da+bc^{*})}
Bei der Multiplikation ist die Reihenfolge der Faktoren wichtig, da das Kommutativgesetz nicht zu gelten braucht.
Die Paare mit der so definierten Addition und Multiplikation bilden wieder ein System hyperkomplexer Zahlen.

## Alternative Beschreibung
Eine andere Beschreibung des Verdopplungsverfahrens sieht so aus: Füge zu den hyperkomplexen 
Zahlen eine neue Einheit {\displaystyle E} hinzu und betrachte nun Summen {\displaystyle a+bE} mit
folgender Addition und Multiplikation
{\displaystyle (a+bE)+(c+dE)=(a+c)+(b+d)E}
{\displaystyle (a+bE)\;\cdot \,(c+dE)=(ac-d^{*}b)+(da+bc^{*})E}
In dieser Beschreibung sieht man leicht, dass 
{\displaystyle E^{2}=-1}
und dass {\displaystyle E} mit den imaginären Einheiten {\displaystyle \mathbf {i} _{k}} des 
Ausgangssystems anti-kommutiert:
{\displaystyle E\mathbf {i} _{k}=-\mathbf {i} _{k}E}.

## Die ersten Schritte

### Von den reellen zu den komplexen Zahlen
Wenn {\displaystyle a} eine reelle Zahl ist, ist {\displaystyle a^{*}=a}. Außerdem ist die Multiplikation
der reellen Zahlen kommutativ. Damit vereinfachen sich die Gleichungen zu:
{\displaystyle (a+bE)+(c+dE)=(a+c)+(b+d)E}
{\displaystyle (a+bE)\;\cdot \,(c+dE)=(ac-bd)+(ad+bc)E}
Setzt man {\displaystyle E=i}, erkennt man die komplexen Zahlen wieder.

### Von den komplexen Zahlen zu den Quaternionen
Die komplexen Zahlen verlieren im Vergleich zu den reellen Zahlen die Eigenschaft, zu ihrer konjugierten Zahl gleich zu sein. Die Multiplikation ist weiterhin kommutativ. Damit erhalten wir:
{\displaystyle (a+bE)+(c+dE)=(a+c)+(b+d)E}
{\displaystyle (a+bE)\;\cdot \,(c+dE)=(ac-d^{*}b)+(da+bc^{*})E}
Setzt man {\displaystyle E=j} und {\displaystyle \ iE=k}, erkennt man die Quaternionen wieder.
Die Multiplikation der Quaternionen ist nicht mehr kommutativ, aber das Assoziativgesetz gilt weiterhin.

### Von den Quaternionen zu den Oktonionen
Von nun an braucht man die Formel in ihrer vollen Schönheit. Beim Schritt zu den Oktonionen geht auch noch das Assoziativgesetz der Multiplikation verloren. Immerhin bilden die Oktonionen einen Alternativkörper.

### Und weiter
Verdoppelt man die Oktonionen, dann erhält man die Sedenionen. Die Sedenionen verlieren die Eigenschaft, eine Divisionsalgebra zu sein und auch die Alternativität der Multiplikation geht verloren. Die Sedenionen sind nur noch potenz-assoziativ. Diese Eigenschaft geht auch bei weiterer Anwendung des Verdopplungsverfahrens nicht verloren.